# Tessaropa luctuosa
Tessaropa luctuosa là một loài bọ cánh cứng trong họ Cerambycidae.